# Noura Borsali
Noura Borsali, född 19 augusti 1953, död 14 november 2017, var en tunisisk akademiker, journalist, författare och litteratur- och filmkritiker. Hon var en framstående fackföreningsmedlem, människorättsaktivist och feminist.
Fadern, Tahar Borsali, var en av grundarna till det tunisiska fackförbundet Union Générale Tunisienne du Travail (UGTT) och modern, Saida Ben Hafidh Borsali, var också aktivist och medlem av samma organisation. 
Borsali bedrev sina studier i Tunisien, där hon erhöll sin kandidatexamen 1973, och magisterexamen i fransk litteratur 1977. Hon flyttade därefter till Frankrike för att studera på Paris-VII-universitetet. Hon erhöll där en MAS i semiologi år 1979, varefter hon återvände till Tunisien för att arbeta inom utbildningsväsendet.
Noura Borsali var inom journalismen känd för sina kritiska texter inom kultur och politik. Hon samarbetade med olika oberoende tunisiska tidningar och tidskrifter som Le Phare, Réalités och Le Maghreb. Hon skrev även många artiklar om Algeriet, Marocko och Egypten. 
År 2011 publicerade hon krönikor och intervjuer i tunisiska tidningar och hemsidor, som La Presse de Tunisie, Kapitalis, Jomhouria och Nawaat. 
År 2015 skapade hon tillsammans med sina vänner ”la Fondation tunisienne Femmes et Mémoire” (FTFM), som hon var ordförande för fram till sin död.